# Коурово (Ярославская область)
Коурово — опустевшая деревня в Некрасовском районе Ярославской области. Входит в состав сельского поселения Красный Профинтерн.

## География
Находится в восточной части Ярославской области на расстоянии приблизительно 8 км на запад-северо-запад по прямой от административного центра района поселка Некрасовское в левобережной части района.

## История
Деревня была отмечена еще на карте 1798 года. В 1859 году здесь (деревня Ярославского уезда Ярославской губернии) было учтено 5 дворов, в 1898 — 17.

## Население
Численность населения: 46 человек (1859 год), 0 как в 2002 году, так и в 2010.